# En dag fick jag nåd att lämna
En dag fick jag nåd att lämna är en psalm med text skriven 1925 av Ivar Lindestad och musik skriven 1925 av Emil Peterson. Texten bearbetades 1986 av Kerstin Lundin.

## Publicerad i
- Psalmer och Sånger 1987 som nr 592 under rubriken "Att leva av tro - Omvändelse".[2]
- Segertoner 1988 som nr 512 under rubriken "Att leva av tro - Omvändelse".[1]